# Murillo La Greca
Vicente Murillo La Greca (Palmares, 3 de agosto de 1899 — Recife, 5 de julho de 1985) foi um pintor, desenhista e professor brasileiro.

## Biografia
Filho dos imigrantes italianos Vincenzo La Greca e Teresa Carlomagno, era o mais jovem de doze irmãos. Começou a se interessar pela arte quando ainda era uma criança, passando a pintar regularmente com doze anos de idade.
Aos dezoito anos deixou o Recife e foi estudar no Rio de Janeiro, no atelier dos irmãos Bernadelli.
Entre 1919 e 1925, residiu em Roma, onde se matriculou em três escolas de arte. Durante esse período, ele foi estimulado por seu irmão mais velho, José La Greca, que sempre financiou suas viagens para estudar.
Voltou ao Brasil em 1926 e conquistou o reconhecimento de seus conterrâneos, chegando a ser premiado em diversos salões nacionais, entre elas uma medalha de prata no Salão Oficial de Belas Artes do Rio de Janeiro, em 1927, com o quadro Os últimos fanáticos de Canudos.
Durante sua segunda estada no Rio de Janeiro, La Greca conheceu o pintor Cândido Portinari, com quem chegou a dividir apartamento. Mesmo depois de voltar a morar no Recife, eles continuaram se correspondendo por longo tempo. Apesar de amigos, La Greca rejeitava as obras de Portinari por estarem fora dos parâmetros da arte clássica.
Tornou-se professor da Escola de Belas Artes do Rio de Janeiro, onde conheceu e se apaixonou pela aluna Sílvia Decusati, também de origem italiana. Em 1936 eles casaram e foram morar na Itália, onde La Greca dedicou-se ao estudo dos afrescos. De volta ao Brasil, um mês antes de eclodir a Segunda Guerra Mundial, ele recebeu o convite para pintar os afrescos da Basílica da Penha, no bairro de São José, no Recife.
No Recife, exerceu atividade de professor da Escola de Belas Artes, instituição que ajudou a formar. Nesta época teve seu trabalho desprestigiado por gerações de artistas mais jovens, seguidores das novidades preconizadas pelas vanguardas modernistas, o que o fez afastar-se das lides artísticas por muito tempo, e deixando de promover exposições. Apesar disso, esse foi o período em que ele produziu alguns de seus trabalhos mais famosos, como Primeira aula de Medicina, encomendado pela Universidade Federal de Pernambuco e os retratos do engenheiro Vauthier e do Conde da Boa Vista, para a sede do Teatro de Santa Isabel. Destacou-se por pintar temas históricos, sendo um de seus quadros mais famosos O fuzilamento de Frei Caneca.
Com a morte da sua esposa em 1967, seu ritmo de produção diminuiu consideravelmente. Sílvia era para ele uma verdadeira companheira de profissão e musa inspiradora, tendo sido retratada em diversos de seus quadros.
Em homenagem à esposa, Murillo quis fundar um museu, onde constaria todo o seu acervo e haveria uma sala dedicada aos trabalhos de Sílvia, que também era pintora. Para realizar este sonho, conseguiu o apoio da prefeitura da cidade do Recife, sendo que o museu foi criado no mesmo ano de sua morte, levando seu nome, Museu Murillo La Greca.